# جيم لونش
جيم لونش (بالإنجليزية: Jim Lynch)‏ هو سياسي أمريكي، ولد في 5 سبتمبر 1946 في الولايات المتحدة. حزبياً، نشط في الحزب الجمهوري. وقد انتخب عضو مجلس نواب بنسيلفانيا.